# Partenavia
Partenavia Construzioni Aeronautiche fue un constructor de aviones italiano especializado en aviación general.
La empresa operó entre 1957 y 1998. Fundada por el profesor Luigi Pascale, Partenavia se convirtió en una sociedad limitada en 1959 y fue adquirida por la firma aeroespacial estatal italiana Aeritalia durante 1981. Durante la década de 1980, la empresa concentró su actividad en la producción de dos aviones, el bimotor de transporte multimisión P.68 y el avión de entrenamiento P.66C Charlie. Durante 1991, Partenavia fue vendida a Aercosmos; siete años después, la empresa se declaró en quiebra y fue disuelta. Gran parte de sus activos fueron adquiridos por el constructor de aviones rival Vulcanair, que continuó la producción y el desarrollo de algunas partes de la antigua gama de productos de la empresa.
En 1986, los dos hermanos Pascale fundaron la empresa italiana de diseño y construcción de aviones Tecnam, donde el nombre del avión todavía sigue la regla de tener una "P" mayúscula que significa "Pascale", seguida de un número que representa el año del diseño original.

## Historia

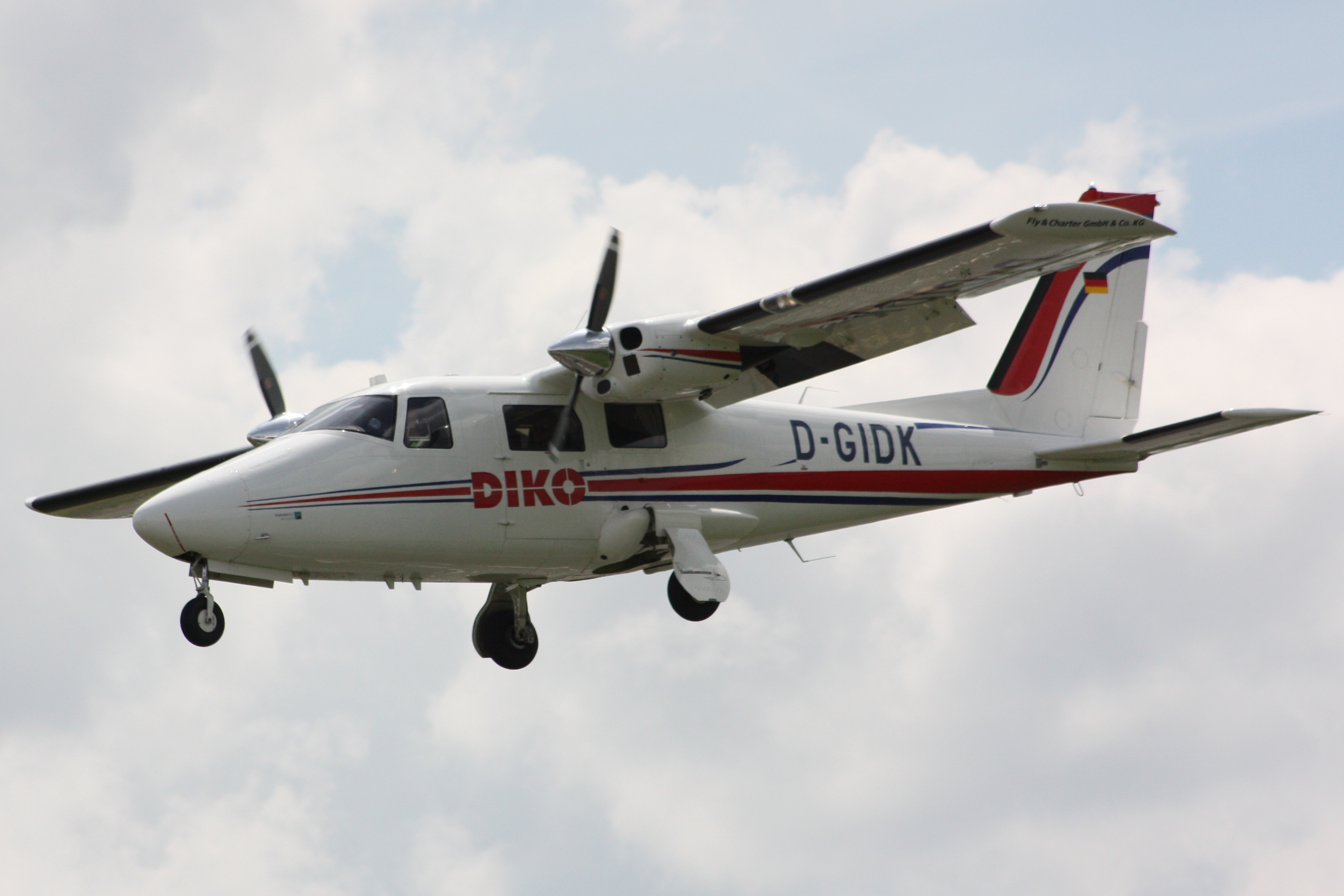
Un P.68R en vuelo.

Partenavia fue fundada en 1957 por el profesor Luigi Pascale de la Universidad de Nápoles; Pascale se sintió motivado a fundar la empresa con el propósito de crear aviones que fueran accesibles para todas las personas. Ese mismo año, la empresa adquirió una fábrica existente ubicada en Arzano en la ciudad metropolitana de Nápoles. Partenavia también tuvo su sede en la ciudad. Durante 1959, se reorganizó como sociedad limitada.
El primer avión importante producido por la empresa fue el P.57 Fachiro, un avión de cuatro asientos de ala alta destinado principalmente al sector de los aeroclubes. Varios años más tarde, una versión totalmente metálica, el Oscar, reemplazó al Fachiro en las líneas de producción. Pascale procedió a desarrollar y producir una amplia gama de aviones de diseño interno. Quizás el más reconocido de sus diseños fue el bimotor P.68, un avión ligero de transporte multimisión que realizó su vuelo inaugural en 1970.
Durante 1981, Partenavia pasó a formar parte del grupo aeroespacial estatal italiano Aeritalia; a pesar de su nueva propiedad, la empresa recibió poco apoyo financiero de su empresa matriz. A partir de entonces, Partenavia concentró sus recursos en el avión de entrenamiento monoplano P.66C Charlie, produciendo más de 100 ejemplares para el Aero Club d'Italia. En 1986, la empresa empleaba alrededor de 150 trabajadores para fabricar dos modelos de aviones, el P.66 y el P.68. Durante la década de 1980, el P.68 fue rediseñado y comercializado en el mercado norteamericano bajo la marca Spartacus como avión de negocios, donde en ese momento se realizaban aproximadamente la mitad de las ventas anuales.
Durante 1993, Alenia vendió la empresa a Aercosmos. Dos años más tarde, la empresa india Taneja Aerospace and Aviation ensambló el primero de sus P.68 que estaba construyendo bajo licencia en India. Sin embargo, la empresa no tuvo un buen desempeño general con su nuevo propietario. En marzo de 1998, Partenavia se declaró en quiebra. Durante la liquidación de la empresa, el fabricante de aviones Vulcanair adquirió todos los activos anteriores de Partenavia, incluidos los derechos de diseño y las marcas. Además de respaldar el modelo, Vulcanair posteriormente volvió a poner en producción el P.68 bajo su propia marca. Vulcanair ha implementado varias mejoras y actualizaciones en los antiguos aviones de Partenavia.

## Aeronaves
- P.48 Astore
- P.52 Tigrotto
- P.53 Aeroscooter
- P.55 Tornado
- P.57 Fachiro
- P.59 Jolly
- P.64 Fachiro III
  - P.64B Oscar
  - P.66B Oscar
  - P.66C Charlie
  - P.66D Delta
  - P.66T Charlie
- P.68 Victor
  - AP.68TP-300 Spartacus
  - AP.68TP-600 Viator
- P.70 Alpha
- P.86 Mosquito